# Crathie
Crathie (in lingua gaelica scozzese: Craichidh) è un villaggio dell'Aberdeenshire, in Scozia. Si trova sulla riva nord del fiume Dee.
Il Castello di Abergeldie si trova a un miglio da Crathie; fu costruito intorno al 1550 e nel XIX secolo venne rinnovato e ingrandito; nel 1689 fu presidiato da Hugh Mackay, generale famoso per la partecipazione alla gloriosa rivoluzione.
Crathie si trova a sette miglia ad ovest di Ballater, ma solo a mezzo miglio ad est del Castello di Balmoral; è conosciuto per la vicinanza agli abitanti reali del castello, e in particolare per il loro patrocinio alla Crathie Kirk, la parrocchia del villaggio. Tradizionalmente, molti degli impiegati al castello vivevano a Crathie. Il Crathie Bridge è uno dei più sconosciuti ponti in ferro di Isambard Kingdom Brunel.
Le colline a sud comprendono diversi cairn memoriali, che commemorano il Principe consorte Alberto e alcuni dei suoi figli. Anche John Brown, amico intimo della Regina Vittoria, è seppellito qui.
La Royal Lochnagar Distillery si trova sulla riva meridionale del Dee, ad est del villaggio. La distilleria utilizza acqua di sorgenti naturali che proviene dai versanti del Lochnagar, un munro delle vicinanze, e risulta essere l'unico Scotch di puro malto del Deeside.